# Rupt-en-Woëvre
Rupt-en-Woëvre – miejscowość i gmina we Francji, w regionie Grand Est, w departamencie Moza.
Według danych na rok 1990 gminę zamieszkiwało 299 osób, a gęstość zaludnienia wynosiła 18 osób/km² (wśród 2335 gmin Lotaryngii Rupt-en-Woëvre plasuje się na 751. miejscu pod względem liczby ludności, natomiast pod względem powierzchni na miejscu 279.).